# Dentális IQ
A dentális IQ egy újonnan megalkotott, a szájüregi egészségtudatosság mérésére szolgáló fogalom, amelyet dr. Simon Botond és prof. dr. Vág János vezetett be 2025-ben. Célja, hogy a páciensek fogászati ismereteit, attitűdjeit és viselkedését egy skálán mérhetővé tegye, ezzel elősegítve a prevenció erősödését a fogászatban.

### Meghatározás
A dentális IQ a következő tényezőket egyesíti:
- A páciens fogászati betegségekkel és kezelésekkel kapcsolatos tudása,
- A szájápolási eszközök és technikák tudatos használata,
- A fogászati szűréseken való részvétel rendszeressége,
- A saját fogászati anamnézis ismerete és megértése.

A fogalom célja, hogy támogassa a megelőző szemléletű orális egészségmegőrzést, csökkentve a későn felismert problémák gyakoriságát.

### Története és eredete
A fogalom elsőként a „Fantoothtic” című fogászati podcast egyik 2025-ös adásában jelent meg, ahol dr. Simon Botond és prof. dr. Vág János beszélgettek a páciensek edukációjának fontosságáról. Az adásban elhangzottak alapján a dentális IQ az egészségműveltség (health literacy) fogalmának fogászati alkalmazásaként értelmezhető.
A fogalom megszületését annak a felismerése indokolta, hogy sok páciens úgy vesz részt fogászati kezeléseken, hogy nincs tisztában saját szájüregi állapotával, illetve nem képes tudatosan részt venni a prevencióban.

### Célja és alkalmazása
A dentális IQ a következő területeken alkalmazható:
- Prevenciós programok értékelése, különösen iskolai és lakossági kampányok esetén,
- Páciens edukáció, motivációs interjúk vagy edukációs anyagok célzott alkalmazása,
- Kockázatbecslés egészségbiztosítói vagy klinikai környezetben,
- Fogorvosi szűrési gyakoriság személyre szabása.

A fogalom kidolgozói egy 0-tól 100-ig terjedő értékelő skálán mérhető kérdőíves rendszert is terveznek, amely objektív visszajelzést adhat a páciens szájhigiénés tudatosságáról.

### Kapcsolódó fogalmak
- Egészségműveltség
- Egészségtudatosság
- Fogászati prevenció
- Szűrővizsgálat
- Páciensedukáció

### Szerzők és közreműködők
- Dr. Simon Botond – klinikai szakfogorvos, kutató, egyetemi tanársegéd
- Prof. Dr. Vág János – egyetemi tanár, a Semmelweis Egyetem Helyreállító Fogászati és Endodonciai Klinika igazgatója